# Amegilla katangensis
Amegilla katangensis är en biart som först beskrevs av Cockerell 1930.  Amegilla katangensis ingår i släktet Amegilla och familjen långtungebin. Inga underarter finns listade i Catalogue of Life.